# 雅各布斯·卡普坦望遠鏡
雅各布斯·卡普坦望遠鏡（Jacobus Kapteyn Telescope）是一架光學望遠鏡，以荷蘭天文學家雅各布斯·卡普坦命名，隸屬於西班牙加那利群島拉帕爾馬島穆查丘斯羅克天文台艾薩克·牛頓望遠鏡組。
雅各布斯·卡普坦望遠鏡由荷蘭和英國共同出資，1970年代進行規劃，1983年建成，並於1984年3月拍攝了第一張攝影照片。雅各布斯·卡普坦望遠鏡可以與兩個不同的焦點和不同的儀器一起使用，到了1998年，已改進為一個CCD成像儀器。雅各布斯·卡普坦望遠鏡總重量近40公噸。
1983年建造期間，一艘載有望遠鏡零件，前往拉帕爾馬島的西班牙貨櫃船參與飛機事故—著名的阿爾萊戈事件，一架英國皇家海軍海獵鷹戰鬥攻擊機緊急降落在望遠鏡的底板上。

## 外部連結
- The Isaac Newton Group of Telescopes (ING) JKT Page
- The Southeastern Association for Research in Astronomy (SARA)
- Instituto de Astrofísica de Canarias (IAC)